# Narcís Castanyer i Bachs
Narcís Castanyer i Bachs (Girona, 1952 - 19 de setembre de 2014) va ser un activista cultural català.
Llicenciar en Matemàtiques per la Universitat de Barcelona (UB), Narcís Castanyer i Bachs fou un activista cultural que mantingué un ferm compromís amb Sant Cugat del Vallès i la vida política i associativa de la ciutat, i amb el conjunt de la societat catalana, amb la seva impecable tasca en l'àmbit públic, educatiu i de les fundacions. Va formar part del Consell Social de la UAB, i fou integrant del secretariat de la Taula de Joves de Catalunya i President del Consell Nacional de la Joventut de Catalunya. Va ser el president d'Abacus Cooperativa entre els anys 2012 i 2014, i soci de la cooperativa des del 1993. Anteriorment, havia estat cap de gabinet del Rectorat de la Universitat Autònoma de Barcelona (UAB), gerent de la Fundació CIREM (Centre d'Iniciatives i Recerques Europees a la Mediterrània) i de l'Institut Barcelona d'Estudis Internacionals (IBEI), director de la Fundació Pau Casals, i membre del Patronat de la Fundació Jaume Bofill. També fou membre del Consell Editoral del Diari de Sant Cugat.
El l'àmbit de l'Administració, va ser gerent de serveis comuns del Departament de la Presidència de la Generalitat de Catalunya, essent cap de gabinet dels presidents Pasqual Maragall i José Montilla. A àmbit local, va ser regidor del PSC a l'Ajuntament de Sant Cugat del Vallès entre els anys 1987 i 1991. També fou director de la Fundació Pau Casals del Vendrell, director del Servei de Joventut de la Diputació de Barcelona.
Cal destacar la seva gran passió per la natura i la muntanya, vessant que l'havia dut a recórrer per molts indrets de Catalunya, els Pirineus, els Alps, així com a fer importants ascensions en diversos cims de renom com l'Aconcagua (6.959 m) o el Mont Cerví (4.482 m). En l'àmbit de l'xcursionisme, Narcís Castanyer va formar part de va formar part de diferents gestores del Club Muntanyenc Sant Cugat i fou el seu president de durant deu anys.
El setembre de 2014 va morir víctima d'un càncer.
El 22 de juliol de 2015 fou homenatjat a Sant Cugat amb un acte en què es va descobrir una placa commemorativa amb què es rebatejava l'Espai Cultural Abacus Sant Cugat amb el nom d'Espai Cultural Narcís Castanyer i Bachs.